# (10204) Turing
(10204) Turing est un astéroïde de la ceinture principale.

## Description
(10204) Turing est un astéroïde de la ceinture principale. Il fut découvert par Paul G. Comba le 1er août 1997 à Prescott. Il présente une orbite caractérisée par un demi-grand axe de 2,8 UA, une excentricité de 0,82 et une inclinaison de 6,9° par rapport à l'écliptique.
Il fut nommé en hommage au mathématicien et logicien anglais Alan Turing (1912-1954).

## Compléments